# 大奥記
『大奥記』（おおおくき）は、グローバル・A・エンタテインメント（現・GAE）から2008年6月5日に発売されたPlayStation 2用のゲームソフト。ジャンルは権謀術策アドベンチャーゲーム。

## ストーリー
時は江戸時代。千歳藩は幕府の怒りを買い、お家断絶。領主の小椋修康は切腹を言い渡されてしまう。その10年後、修康の娘・時子は父の仇を取るために大奥入りする。陰謀・疑心暗鬼渦巻く女の園「大奥」で時子の戦いがはじまる……。

## ゲームシステム
ゲーム内の期間は、4月から翌年の3月までの1年間（12か月）で構成される。毎月濡れ衣等の事件が起き、事件を解決すれば次の月へと進める。
話が進むと時子の功績が認められ、それにつれて役職も上がっていく。
「探索パート」と「申し開きパート」の2つのパートからなり、探索パートでは申し開きの期限までに、大奥中を探索して女中達から証拠（札）を手に入れ、申し開きパートでは集めた札を使って、犯人を追い詰めていく。1回の申し開きにつき、使う札を計3回間違えた場合、ゲームオーバーとなる。
また探索パートの合間には、夜中に御切手（大奥の警備役）の目をかいくぐって、密会などの盗み聞きをすることもある。御切手に見つかってしまうと、部屋に戻されてその日は探索終了になってしまう。
単調なシステムやバグ、ロードが長いことなどから、『ファミ通』のレビューで40点中13点という歴史的な低評価で有名になった。

## 登場人物
小椋時子
声 - 瑞沢渓
本ゲームの主人公。千歳藩の領主・小椋修康の娘だが、10年前に幕府に藩が取りつぶされ、父も切腹を命じられ、溝口の家へと預けられた。父の仇である将軍の殺害を目的に大奥に入り、大奥の女同士の醜い戦いに巻き込まれていくことになる。
やえ
大奥の一番下っ端「御犬子供」の少女。時子からはやえちゃんと呼ばれる。
お陽
役職は「御末」。時子の一番初めの同僚であり良き理解者、時子が出世した後もよくアドバイスをくれる。
おさき
役職は「御末」。堺出身で、大阪弁で喋る。江戸で人気の歌舞伎役者「三橋艶之丞」の大ファン。
おゆみ
役職は「御切手」。非常にまじめな性格で、仕事中の私語を好まないなど、仕事に対しても熱心。
茜
役職は「御次」。直参旗本の娘であり、初めは生まれが貧しい時子を馬鹿にしていたが、あることをきっかけに仲直りし、時子にとって頼れる味方になる。
お篠
役職は「御客会釈」。年配の女中であり口数は少ない。かつては舞子と同じく御年寄を務めていたが、権力争いや将軍との確執故に事件を起こし降格されている。
桃乃
役職は「御中臈」。京都出身で、京都弁で喋る。正室の綾子とは反対に思慮深く物静か。将軍との間に唯一子を成しているため、側室でありながら大奥内でもかなりの権力を有する。
芳松君
将軍と側室の桃乃の間に生まれた将軍世継。時子に不思議な親近感を抱いており、気にかけている。
森田帯刀
役職は「目付役」。若くして老中の補佐役を担っており、そのため男子禁制の大奥にも入る事が出来る。聡明な時子に何かと期待をかけており協力的。
土岐重惟
森田と同じく大奥外からの人間であり、江戸城で老中を務めている。情報交換や連絡のために大奥へと通っている。
榊鴻陽
大奥内で務める男性の奥医者、死体の検分や病人の介抱を行う。冗談好きだが身体を気遣ってくれたり女中の相談に乗る等、気さくで優しい人物。
舞子
役職は「御年寄」。大奥の人事を司る大奥総取締役を務めており、時子たち女中の実質的な上司。その立場上、申し開きの立会を務めることが多い。
お百合
役職は「上臈御年寄」。上臈御年寄は大奥における最高位の役職だが、実際はあまり実権を持つことはなかったと言われる。
綾子
役職は「御台所」。将軍の正妻であり、大奥における最高権力者。わがままな性格の上、未だ将軍との間に子供が出来ずにいる事や桃乃をはじめとする側室たちの台頭に、焦りと苛立ちを募らせており疑心暗鬼になっている。そのため、時子に無理難題や言いがかりをつけることも多い。
将軍
天下泰平の世を治める時の征夷大将軍であり、時子の宿敵。優しく温かみのある人柄であり、そんな将軍が千歳藩を取り潰した事には周囲から一抹の疑問もあったという。
望春院
声 - 光明寺敬子
将軍の母親。仏のような穏やかで優しい性格で、時子にたびたびアドバイスをくれる。また、ゲームオーバーの時のナレーションも務める。